# Milizia Tradizionale di Calasca

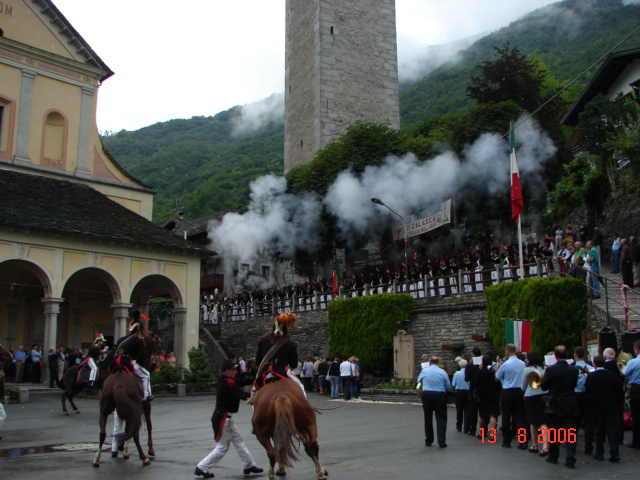
Momento della manifestazione

La Milizia Tradizionale di Calasca è un gruppo storico la cui origine è da ricercare nella Milizia delle Terre creata all'inizio del XVII secolo dal governatore di Milano don Giovanni da Mendoza, marchese della Hinojosa. A tale scopo inviò nel 1614 il milanese Ottavio Varone nei territori dell'Ossola inferiore.
Il 15 agosto 1641 tutti i reduci Anzaschini di quella campagna si ritrovarono a Calasca, dove fu inaugurato un nuovo santuario, quello della Madonna della Gurva; essi accompagnarono i festeggiamenti scortando la processione ed eseguendo scariche in onore delle sacre reliquie. Da allora ogni anno, con eccezione degli anni flagellati da pestilenze o guerre, i reduci Calaschesi e poi i loro discendenti continuarono questa tradizione.
Al 1641 risale la fondazione della Milizia Tradizionale di Calasca.

## Le feste tradizionali

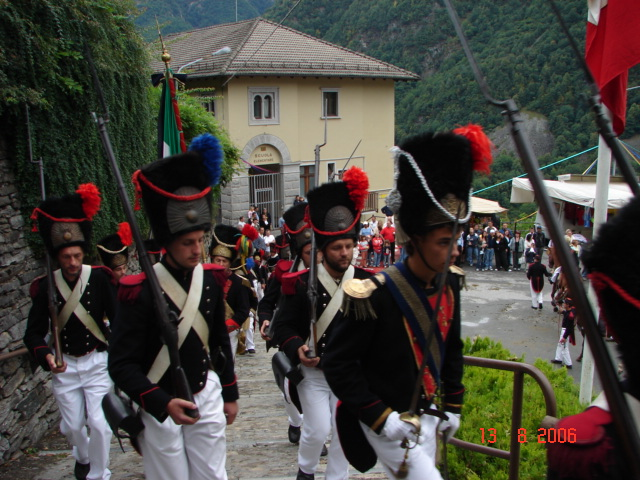
Sfilata della milizia per le strade del paese

I festeggiamenti che tradizionalmente vedono coinvolta la Milizia tradizionale di Calasca sono tre e cadono la seconda domenica di agosto, quando viene festeggiato il patrono della milizia San Valentino martire, il 15 agosto per la Madonna assunta, e la domenica successiva al 15 agosto, in dialetto lugà la Madona.

### Festa di San Valentino martire
La festa si svolge per la maggior parte nella frazione di Antrogna. Alle 8.00 nella Piazza d'Armi prospiciente il campanile si radunano due colonne, giunte attraverso la vecchia mulattiera della valle: una, di militi delle frazioni a est, partito verso le 7.00 del mattino da Vigino; l'altra, di militi dalle frazioni a ovest, partito da Barzona verso le 6.30. Nella loro marcia attraverso le frazioni raccolgono e inquadrano i circa 90 componenti del gruppo.
Radunatisi i militi, si dirigono verso l'antica Casa dei Frati, sede della Milizia, dove nella mensa viene servita un'abbondante colazione a base di salumi, formaggi e trippa in umido. Quindi iniziano i festeggiamenti, presente la bandiera e indossate le sciarpe a tracolla dagli ufficiali, si svolge la rassegna militare a reparto schierato davanti alla Cattedrale fra i Boschi, la messa militare a cui partecipano tutti i militi e le evoluzioni con scariche a salve e marce che durano fino a mezzogiorno.
Dopo una pausa per pranzo, i soldati si adunano nuovamente nelle frazioni di appartenenza e ricompongono le due colonne che, marciando, giungono ad Antrogna per le 14.00. Ancora scariche e marce sulla piazza principale sino alle 18.30 circa quando, deposte la bandiera e le sciarpe nella casa parrocchiale, viene dato il rompete le righe. Alla sera sotto il portico della cattedrale è allestita una tavolata con le antiche panche della chiesa e viene servito ai militi un risotto con contorno di salumi e formaggi e vino. Alla cena partecipa anche la popolazione locale e i villeggianti presenti.

### Festa della Madonna Assunta

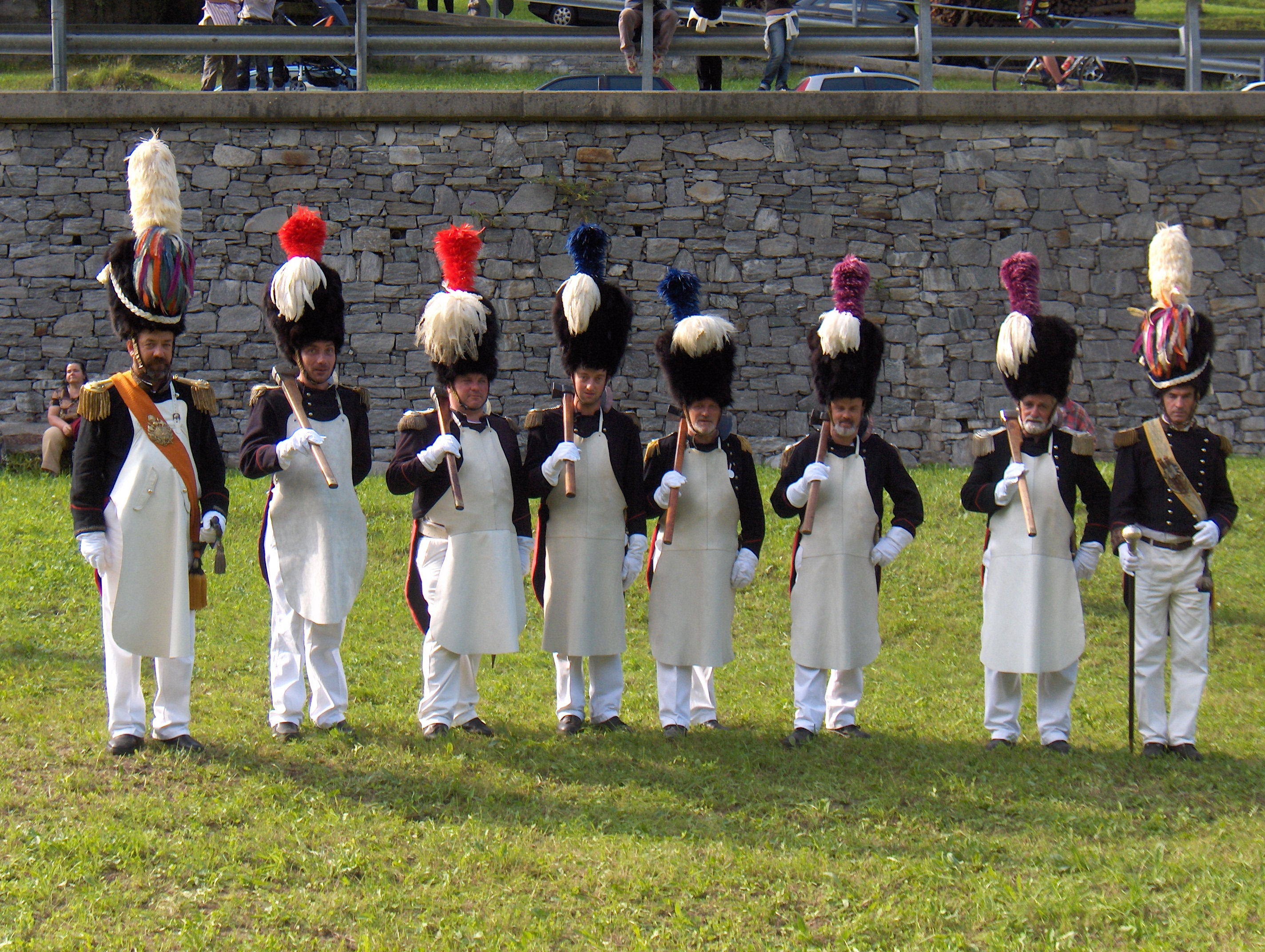
Il gruppo degli zappatori

La festa ripete le cerimonie di quella San Valentino martire, differenziandosi principalmente per il luogo di svolgimento che è il Santuario della Gurva, raggiunto dopo la colazione nella Casa dei Frati con una marcia sulla provinciale attraverso l'abitato di Vigino. Rassegna e messa militare si tengono presso il seicentesco santuario che vide la nascita della milizia tradizionale.
La giornata, iniziata alle 6.00 del mattino, volge al termine quando verso le 17.30 i militi, dopo una merenda collettiva nei prati attornianti la chiesetta, ripartono per una lunga marcia sulla provinciale percorsa in mattinata raggiungendo, non prima delle 20.00, la cattedrale fra i boschi dove si effettua l'ultima scarica della giornata. Verso le 21.00, il portico della cattedrale viene illuminato e agli intervenuti viene offerto un risotto accompagnato da canti e balli.

### Lugà la Madona

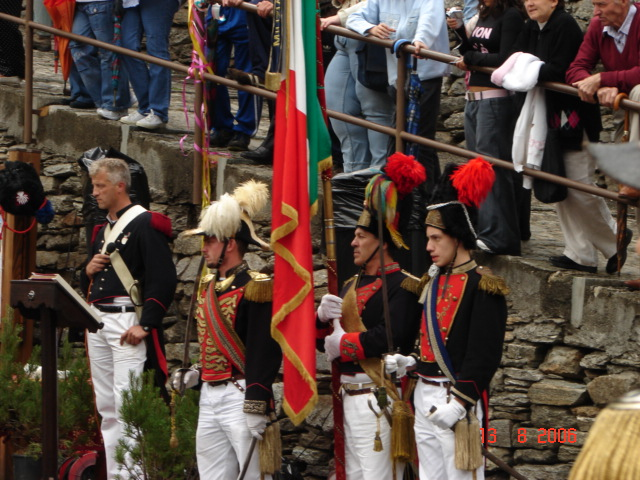
Colonnello con Capitano e Tenente Alfiere

La festa, letteralmente metter via la Madonna, a cui la Milizia partecipa a ranghi ridotti, senza fucilieri e cavalli, si svolge nel pomeriggio della domenica successiva al 15 agosto.
La Compagnia parte alle 13.00 in un'unica colonna dalla frazione più orientale di Calasca, Barzona, ricalca nel suo percorso l'antica mulattiera di valle attraversando le frazioni di Calasca Dentro, Pianezzo, Antrogna, Boretta, Vigino e Molini, raccogliendo mano mano i soldati, raggiungendo il Santuario della Gurva alle 15.00 circa: al termine della celebrazione Vespro Solenne, viene deposta la statua della Madonna assunta nella teca ove rimarrà per i prossimi 11 mesi, chiudendo il ciclo dei festeggiamenti.
Dopo una serie di quattro salve di mortaretti, in onore dei più alti in grado della milizia e una breve merenda, i militi ripartono alla volta di Antrogna ripercorrendo la vecchia strada tra i boschi attraverso la frazioni di Dujament e l'abitato di Vöt di Cröis, dove giungono per le 19.00. Alla sera ai partecipanti viene servita presso la mensa della Casa dei Frati una tradizionale pastina.